# Attentat du 7 décembre 2021 à Bassorah
 (décembre 2021).
L'attentat du 7 décembre 2021 à Bassorah est survenu lorsque l'explosion d'une bombe près d'un hôpital de la ville de Bassorah, dans le sud de l'Irak, a fait au moins sept morts et 20 blessés.

## Attentat
L'explosion a fait au moins 7 morts et 20 blessés, a mis le feu à un véhicule et a endommagé un bus. Selon l'enquête préliminaire, l'explosion aurait été provoquée par une moto chargée d'explosifs.